# رباط خارفیروزی
رباط خار فیروزی مربوط به اواخر دوره صفوی است و در شهرستان بجستان، روستای خارفیروزی واقع شده و این اثر در تاریخ ۱۹ مرداد ۱۳۸۴ با شمارهٔ ثبت ۱۲۹۲۶ به‌عنوان یکی از آثار ملی ایران به ثبت رسیده است.